# Vagón tolva
Un vagón tolva es un vagón destinado al transporte de cargas a granel.
Los vagones tolva pueden ser abiertos o cerrados. Los primeros se utilizan para el transporte de minerales, carbón para centrales eléctricas, piedra para construcción o balasto para mantenimiento de la infraestructura ferroviaria. También son utilizados para abastecer a la industria metalúrgica con carbón y coque.
Los vagones cerrados se utilizan para el transporte de productos que no pueden estar expuestos a las inclemencias climáticas; puede tratarse de productos alimentarios, cereales y derivados, o bien productos industriales como sal para la industria del vidrio, o productos para la construcción, como el cemento.
Los vagones tolvas tiene bocas de descarga en la parte inferior, que permiten vaciar el vagón por gravedad.